# Soul Provider
Soul Provider è il sesto album del cantante statunitense Michael Bolton, pubblicato nel 1989.
L'album arriva in prima posizione in Australia per 3 settimane ed in Norvegia per due settimane.

## Tracce
1. "Soul Provider"  (Michael Bolton, Andrew Goldmark) 4:28
2. "Georgia On My Mind"  (Hoagy Carmichael, Stuart Gorrell) 4:58
3. "It's Only My Heart" (Bolton, Diane Warren) 4:33
4. "How Am I Supposed to Live Without You"   (Bolton, Desmond Child) 4:50
5. "How Can We Be Lovers?"  (Bolton, Child, Warren) 3:57
6. "You Wouldn't Know Love"  (Bolton, Warren) 3:55
7. "When I'm Back on My Feet Again"   (Warren) 3:50
8. "From Now On"  (Bolton, Eric Kaz) 4:09
9. "Love Cuts Deep"  (Bolton, Child, Warren) 3:51
10. "Stand Up for Love"   (Bolton, Barry Mann, Cynthia Weil) 4:44

## Classifiche

### Album
| Classifica (1989)     | Posizione massima |
| --------------------- | ----------------- |
| ARIA Charts           | 1                 |
| Norvegia              | 1                 |
| Billboard 200         | 3                 |
| Official Albums Chart | 4                 |
| Paesi Bassi           | 5                 |
| Nuova Zelanda         | 6                 |
| Svezia                | 9                 |

### Singoli
| Anno | Singolo                                 | Classifica                    | Posizione massima |
| ---- | --------------------------------------- | ----------------------------- | ----------------- |
| 1989 | "How Am I Supposed to Live Without You" | Hot Adult Contemporary Tracks | 1                 |
| 1989 | "How Am I Supposed to Live Without You" | Billboard Hot 100             | 1                 |
| 1989 | "How Am I Supposed to Live Without You" | Official Singles Chart        | 3                 |
| 1989 | "Soul Provider"                         | Hot Adult Contemporary Tracks | 3                 |
| 1989 | "Soul Provider"                         | Hot R&B/Hip-Hop Songs         | 71                |
| 1989 | "Soul Provider"                         | Billboard Hot 100             | 17                |
| 1989 | "Soul Provider"                         | UK Singles Chart              | 77                |
| 1990 | "Georgia On My Mind"                    | Adult Contemporary            | 6                 |
| 1990 | "Georgia On My Mind"                    | Billboard Hot 100             | 36                |
| 1990 | "Georgia On My Mind"                    | UK Singles Chart              | 94                |
| 1990 | "How Can We Be Lovers?"                 | Hot Adult Contemporary Tracks | 3                 |
| 1990 | "How Can We Be Lovers?"                 | Billboard Hot 100             | 3                 |
| 1990 | "How Can We Be Lovers?"                 | Canada                        | 2                 |
| 1990 | "How Can We Be Lovers?"                 | UK Singles Chart              | 10                |
| 1990 | "How Can We Be Lovers?"                 | Australia                     | 3                 |
| 1990 | "How Can We Be Lovers?"                 | Svezia                        | 10                |
| 1990 | "When I'm Back on My Feet Again"        | Hot Adult Contemporary Tracks | 1                 |
| 1990 | "When I'm Back on My Feet Again"        | Billboard Hot 100             | 7                 |
| 1990 | "When I'm Back on My Feet Again"        | Canada                        | 2                 |
| 1990 | "When I'm Back on My Feet Again"        | UK Singles Chart              | 44                |